# George Savalas

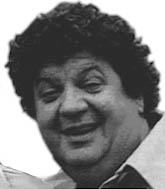
George Savalas

George Demosthenes Savalas (griechisch Γεώργιος Δημοσθένης Σαβάλας) (* 5. Dezember 1924 in New York City; † 2. Oktober 1985 in Westwood, Los Angeles) war ein US-amerikanischer Schauspieler.
George Savalas war der Sohn griechischer Einwanderer und der jüngere Bruder von Telly Savalas, dem populären Darsteller des Polizisten Kojak aus der gleichnamigen Fernsehserie. Er trat in fast allen Folgen der Serie als Detective Stavros auf – teilweise auch unter dem Pseudonym Demosthenes – und wurde von seinem Bruder dort meist spöttisch Wuschelköpfchen genannt. Darüber hinaus hatte er meist Nebenrollen in TV-Sendungen. Savalas war dabei auf liebenswert-komische Charaktere abonniert.
Er starb 1985 an Leukämie.

## Filmografie (Auswahl)
- 1965: Stimme am Telefon (The Slender Thread)
- 1970: Brutale Stadt (Città violenta)
- 1970: Stoßtrupp Gold (Kelly's Heroes)
- 1973–1978: Kojak – Einsatz in Manhattan (Kojak) (Fernsehserie, 115 Folgen)
- 1982: Der Bulle und das Flittchen (Fake-Out)

## Diskografie
- 1976: ΓΕΩΡΓΙΟΣ ΣΑΒΑΛΑΣ (George Savalas)